# Граффиньяно
Граффиньяно (итал. Graffignano) — коммуна в Италии, располагается в регионе Лацио, подчиняется административному центру Витербо.
Население составляет 2288 человек (на 2001 г.), плотность населения составляет 78,57 чел./км². Занимает площадь 29,12 км². Почтовый индекс — 01020. Телефонный код — 0761.
Покровителем коммуны почитается святитель Мартин Турский. Праздник ежегодно празднуется 11 ноября.